# Fed Cup 2007

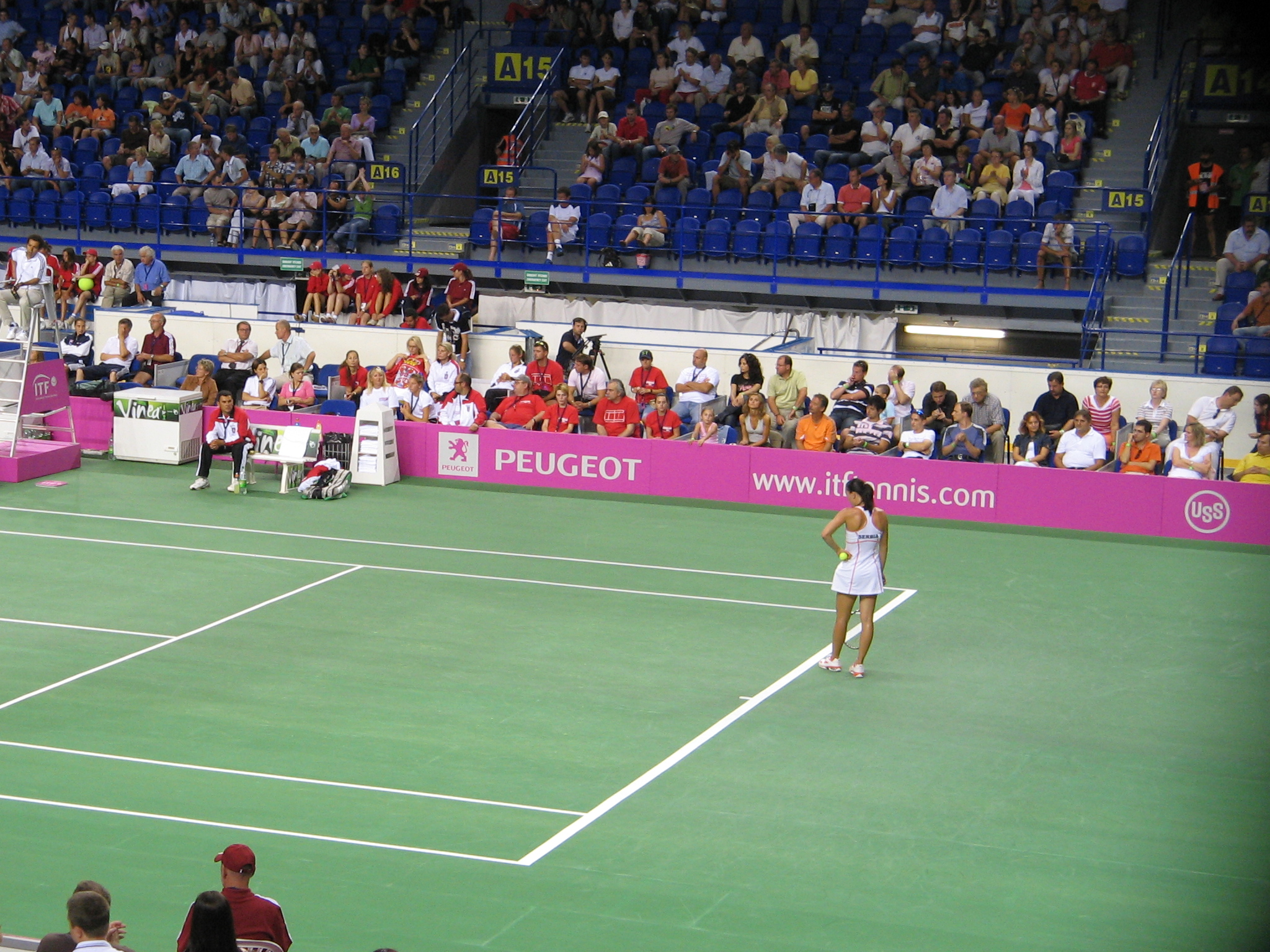
Jelena Jankovićová podává v baráži 2. světové skupiny v Košicích proti Slovensku

Fed Cup 2007, oficiálně se jménem sponzora Fed Cup by BNP Paribas 2007, byl 45. ročník ženské tenisové týmové soutěže ve Fed Cupu, největší každoročně pořádané kolektivní události v ženském sportu. Obhájkyněmi titulu z předešlého ročníku 2006 byly hráčky Itálie, které v předchozím finále v charleroiské hale zdolaly Belgii 3:2 na zápasy.
První kolo Světové skupiny tohoto ročníku se konalo mezi 21. a 22. dubnem. Semifinále se odehrálo 14. a 15. červencem a finále se uskutečnilo 15. a 16. září 2007.
Třetí titul v soutěži – i za předešlé čtyři ročníky – vyhrálo Rusko, když ve finále hraném v Paláci sportu Lužnikách hladce porazilo Itálii 4:0 na zápasy.

## Světová skupina

### Účastníci
| Účastníci | Účastníci | Účastníci | Účastníci     |
| Belgie    | Čína      | Francie   | Itálie        |
| Japonsko  | Rusko     | Španělsko | Spojené státy |
| --------- | --------- | --------- | ------------- |

### Pavouk
|  | Čtvrtfinále 21.–22. dubna                   | Čtvrtfinále 21.–22. dubna                  | Čtvrtfinále 21.–22. dubna                  |                                            |                              | Semifinále 14.–15. července             | Semifinále 14.–15. července             | Semifinále 14.–15. července             |                                         |                                         | Finále 15.–16. září          | Finále 15.–16. září          | Finále 15.–16. září          |                              |                              |
|  |                                             |                                            |                                            |                                            |                              |                                         |                                         |                                         |                                         |                                         |                              |                              |                              |                              |                              |
|  | Castellaneta Marina, Itálie (venku, antuka) |                                            |                                            |                                            |                              |                                         |                                         |                                         |                                         |                                         |                              |                              |                              |                              |                              |
|  | 1                                           | Itálie                                     | 5                                          |                                            |                              |                                         |                                         |                                         |                                         |                                         |                              |                              |                              |                              |                              |
|  |                                             | Čína                                       | 0                                          |                                            |                              | Castellaneta, Itálie (venku, antuka)    | Castellaneta, Itálie (venku, antuka)    | Castellaneta, Itálie (venku, antuka)    | Castellaneta, Itálie (venku, antuka)    | Castellaneta, Itálie (venku, antuka)    |                              |                              |                              |                              |                              |
|  |                                             |                                            |                                            |                                            | 1                            | Itálie                                  | 3                                       |                                         |                                         |                                         |                              |                              |                              |                              |                              |
|  | Limoges, Francie (hala, antuka)             | Limoges, Francie (hala, antuka)            | Limoges, Francie (hala, antuka)            | Limoges, Francie (hala, antuka)            |                              | 4                                       | Francie                                 | 2                                       |                                         |                                         |                              |                              |                              |                              |                              |
|  |                                             | Japonsko                                   | 0                                          |                                            |                              |                                         |                                         |                                         |                                         |                                         |                              |                              |                              |                              |                              |
|  | 4                                           | Francie                                    | 5                                          |                                            |                              |                                         |                                         |                                         |                                         |                                         | Moskva, Rusko (hala, antuka) | Moskva, Rusko (hala, antuka) | Moskva, Rusko (hala, antuka) | Moskva, Rusko (hala, antuka) | Moskva, Rusko (hala, antuka) |
|  |                                             |                                            |                                            |                                            |                              |                                         |                                         |                                         |                                         |                                         | 1                            | Itálie                       | 0                            |                              |                              |
|  | Moskva, Rusko (hala, antuka)                | Moskva, Rusko (hala, antuka)               | Moskva, Rusko (hala, antuka)               | Moskva, Rusko (hala, antuka)               | Moskva, Rusko (hala, antuka) |                                         |                                         |                                         |                                         |                                         | 3                            | Rusko                        | 4                            |                              |                              |
|  | 3                                           | Rusko                                      | 5                                          |                                            |                              |                                         |                                         |                                         |                                         |                                         |                              |                              |                              |                              |                              |
|  |                                             | Španělsko                                  | 0                                          |                                            |                              | Stowe, VT, Spojené státy (venku, tvrdý) | Stowe, VT, Spojené státy (venku, tvrdý) | Stowe, VT, Spojené státy (venku, tvrdý) | Stowe, VT, Spojené státy (venku, tvrdý) | Stowe, VT, Spojené státy (venku, tvrdý) |                              |                              |                              |                              |                              |
|  |                                             |                                            |                                            |                                            | 3                            | Rusko                                   | 3                                       |                                         |                                         |                                         |                              |                              |                              |                              |                              |
|  | Delray Beach, Spojené státy (venku, tvrdý)  | Delray Beach, Spojené státy (venku, tvrdý) | Delray Beach, Spojené státy (venku, tvrdý) | Delray Beach, Spojené státy (venku, tvrdý) |                              |                                         | Spojené státy                           | 2                                       |                                         |                                         |                              |                              |                              |                              |                              |
|  |                                             | Spojené státy                              | 5                                          |                                            |                              |                                         |                                         |                                         |                                         |                                         |                              |                              |                              |                              |                              |
|  | 2                                           | Belgie                                     | 0                                          |                                            |                              |                                         |                                         |                                         |                                         |                                         |                              |                              |                              |                              |                              |

## Baráž Světové skupiny
Čtyři týmy, které prohrály v 1. kole Světové skupiny (Belgie, Čínská lidová republika, Japonsko a Španělsko) se v baráži o Světovou skupinu 2008 utkaly se čtyřmi vítěznými družstvy ze Světové skupiny II (Českou republikou, Izraelem, Německem a Rakouskem).
Čínská lidová republika, Izrael, Německo a Španělsko si zajistily účast ve Světové skupině 2008.
| Baráž Světové skupiny – 14. a 15. července | Baráž Světové skupiny – 14. a 15. července | Baráž Světové skupiny – 14. a 15. července | Baráž Světové skupiny – 14. a 15. července | Baráž Světové skupiny – 14. a 15. července |
| Místo konání                               | povrch                                     | domácí                                     | výsledek                                   | hosté                                      |
| ------------------------------------------ | ------------------------------------------ | ------------------------------------------ | ------------------------------------------ | ------------------------------------------ |
| Linec, Rakousko                            | venku, antuka                              | Rakousko                                   | 1–4                                        | Izrael                                     |
| Knokke-Heist, Belgie                       | venku, antuka                              | Belgie                                     | 1–4                                        | Čína                                       |
| Tojota, Japonsko                           | hala, koberec                              | Japonsko                                   | 2–3                                        | Německo                                    |
| Palafrugell, Španělsko                     | venku, antuka                              | Španělsko                                  | 4–1                                        | Česko                                      |

## Světová skupina II
Světová skupina II představovala druhou nejvyšší úroveň soutěže. Čtyři vítězné týmy – Kanada, Polsko, Francie a Argentina, postoupily do barážových utkání o účast ve Světové skupině 2008. Na poražené – Srbsko, Švédsko, Švýcarsko a Japonsko, čekala dubnová baráži o setrvání v této úrovni soutěže v příštím ročníku.
| Světová skupina II – 21. a 22. dubna | Světová skupina II – 21. a 22. dubna | Světová skupina II – 21. a 22. dubna | Světová skupina II – 21. a 22. dubna | Světová skupina II – 21. a 22. dubna |
| Místo konání                         | Povrch                               | Domácí                               | Výsledek                             | Hosté                                |
| ------------------------------------ | ------------------------------------ | ------------------------------------ | ------------------------------------ | ------------------------------------ |
| Bratislava, Slovensko                | venku, antuka                        | Slovensko                            | 0–5                                  | Česko                                |
| Fürth, Německo                       | venku, antuka                        | Německo                              | 4–1                                  | Chorvatsko                           |
| Kamloops, Kanada                     | hala, koberec                        | Kanada                               | 2–3                                  | Izrael                               |
| Dornbirn, Rakousko                   | hala, antuka                         | Rakousko                             | 4–1                                  | Austrálie                            |

## Baráž Světové skupiny II
Čtyři týmy, které prohrály v 1. kole Světové skupiny II – Austrálie, Chorvatsko, Kanada a Slovensko, se utkaly v baráži o Světovou skupinu II 2008 se čtyřmi kvalifikanty z 1. skupin oblastních zón. Dva týmy se k barážovým zápasům kvalifikovaly z evropsko-africké zóny (Srbsko a Ukrajina), jeden z asijsko-oceánské zóny (Tchaj-wan) a jeden z americké zóny (Argentina).
Argentina, Chorvatsko, Slovensko a Ukrajina si zajistily účast ve druhé světové skupině 2008.
| Baráž Světové skupiny II – 14. a 15. července | Baráž Světové skupiny II – 14. a 15. července | Baráž Světové skupiny II – 14. a 15. července | Baráž Světové skupiny II – 14. a 15. července | Baráž Světové skupiny II – 14. a 15. července |
| Místo konání                                  | povrch                                        | domácí                                        | výsledek                                      | hosté                                         |
| --------------------------------------------- | --------------------------------------------- | --------------------------------------------- | --------------------------------------------- | --------------------------------------------- |
| Ashmore, Austrálie                            | venku, tvrdý                                  | Austrálie                                     | 1–4                                           | Ukrajina                                      |
| Córdoba, Argentina                            | venku, antuka                                 | Argentina                                     | 4–1                                           | Kanada                                        |
| Split, Chorvatsko                             | venku, antuka                                 | Chorvatsko                                    | 3–2                                           | Tchaj-wan                                     |
| Košice, Slovensko                             | hala, tvrdý                                   | Slovensko                                     | 4–1                                           | Srbsko                                        |

## Americká zóna

### 1. skupina
- Místo konání: Pilara Tenis Club, Buenos Aires, Argentina (antuka, venku)
- Datum: 18.–21. dubna

- Argentina
- Brazílie
- Chile
- Kolumbie
- Dominikánská republika
- Mexiko
- Portoriko'

Výsledek
- Argentina postoupila do baráže o účast ve Světové skupině II pro rok 2008
- Chile a  Dominikánská republika sestoupily do 2. skupiny Americké zóny pro rok 2008

### 2. skupina
- Místo konání:: Carrasco Lawn Tennis Club, Montevideo, Uruguay (antuka, venku)
- Datum: 16.–21. dubna 2007

- Barbados
- Bermudy
- Bolívie
- Ekvádor
- Guatemala
- Honduras
- Paraguay
- Trinidad a Tobago
- Uruguay

Výsledek
- Paraguay a  Uruguay postoupily do 1. skupiny Americké zóny pro rok 2008

## Zóna Asie a Oceánie

### 1. skupina
- Místo konání: Scenic Circles Hotel Tennis Centre, Christchurch, Nový Zéland (venku, tvrdý)
- Datum: 16.–21. dubna 2007

- Tchaj-wan
- Hongkong
- Indie
- Jordánsko
- Kazachstán
- Nový Zéland
- Singapur
- Jižní Korea
- Thajsko
- Uzbekistán

Výsledek
- Tchaj-wan postoupil do baráže o účast ve Světové skupině II pro rok 2008

## Zóna Evropy a Afriky

### 1. skupina
- Místo konání: TC Lokomotiv, Plovdiv, Bulharsko (venku, antuka)

- Datum: 18.–21. dubna 2007

- Bělorusko
- Bulharsko
- Dánsko
- Estonsko
- Velká Británie
- Maďarsko
- Litva
- Lucembursko
- Nizozemsko
- Polsko
- Rumunsko
- Srbsko
- Slovinsko
- Švédsko
- Švýcarsko
- Ukrajina

Výsledek
- Srbsko a  Ukrajina postoupily do baráže o účast ve Světové skupině II pro rok 2008
- Estonsko a  Litva sestoupily do 2. skupiny zóny Evropy a Afriky pro rok 2008

### 2. skupina
- Místo konání: National Tennis Centre, Vacoas-Phoenix, Mauricius (tvrdý, venku)

- Datum: 17.–20. dubna 2007

- Bosna a Hercegovina
- Finsko
- Gruzie
- Řecko
- Norsko
- Portugalsko
- Jižní Afrika

Výsledek
- Portugalsko a  Portugalsko postoupily do 1. skupiny zóny Evropy a Afriky pro rok 2008
- Finsko a  Norsko sestoupily do 3. skupiny zóny Evropy a Afriky pro rok 2008

### 3. skupina
- Místo konání: National Tennis Centre, Vacoas-Phoenix, Mauricius (tvrdý, venku)

- Datum: 23.–27. dubna 2007

- Ázerbájdžán
- Egypt
- Irsko
- Lotyšsko
- Lichtenštejnsko
- Malta
- Mauricius
- Moldavsko
- Černá Hora
- Turecko

Výsledek
- Izrael a  Turecko postoupily do 2. skupiny zóny Evropy a Afriky pro rok 2008

## Žebříček ITF 2007
Žebříček ITF národních družstev byl vydáván vždy po odehraném kolu světové skupiny a kombinoval body z posledních čtyř ročníků.
| 23. dubna | 23. dubna     | 23. dubna | 23. dubna |
| Poř.      | tým           | body      | změna     |
| --------- | ------------- | --------- | --------- |
| 1.        | Rusko         | 29922.5   | ▬         |
| 2.        | Itálie        | 23745,0   | ▬         |
| 3.        | Francie       | 23297,5   | ▬         |
| 4.        | Spojené státy | 12490,0   | ▲ 1       |
| 5.        | Belgie        | 12480,0   | ▼ 1       |
| 6.        | Španělsko     | 7825,0    | ▬         |
| 7.        | Rakousko      | 6085,0    | ▲ 2       |
| 8.        | Japonsko      | 5027,5    | ▬         |
| 9.        | Německo       | 4862,5    | ▲ 2       |
| 10.       | Čína          | 4862,5    | ▼ 3       |

| 16. července | 16. července  | 16. července | 16. července |
| Poř.         | tým           | body         | změna        |
| ------------ | ------------- | ------------ | ------------ |
| 1.           | Rusko         | 30420,0      | ▬            |
| 2.           | Itálie        | 27855,0      | ▬            |
| 3.           | Francie       | 16055,0      | ▬            |
| 4.           | Spojené státy | 9907,5       | ▬            |
| 5.           | Belgie        | 9360,0       | ▬            |
| 6.           | Španělsko     | 8880,0       | ▬            |
| 7.           | Čína          | 6230,0       | ▲ 3          |
| 8.           | Izrael        | 6120,0       | ▲ 4          |
| 9.           | Německo       | 5925,0       | ▬            |
| 10.          | Rakousko      | 4240,0       | ▼ 3          |

| 17. září | 17. září      | 17. září | 17. září |
| Poř.     | tým           | body     | změna    |
| -------- | ------------- | -------- | -------- |
| 1.       | Rusko         | 34500,0  | ▬        |
| 2.       | Itálie        | 25810,0  | ▬        |
| 3.       | Francie       | 14010,0  | ▬        |
| 4.       | Spojené státy | 9907,5   | ▬        |
| 5.       | Belgie        | 9360,0   | ▬        |
| 6.       | Španělsko     | 8880,0   | ▬        |
| 7.       | Čína          | 6230,0   | ▬        |
| 8.       | Izrael        | 6120,0   | ▬        |
| 9.       | Německo       | 5925,0   | ▬        |
| 10.      | Rakousko      | 4240,0   | ▬        |